# 瓦爾任 (聖卡塔琳娜州)
27°29′21″S 50°58′30″W / 27.48917°S 50.97500°W

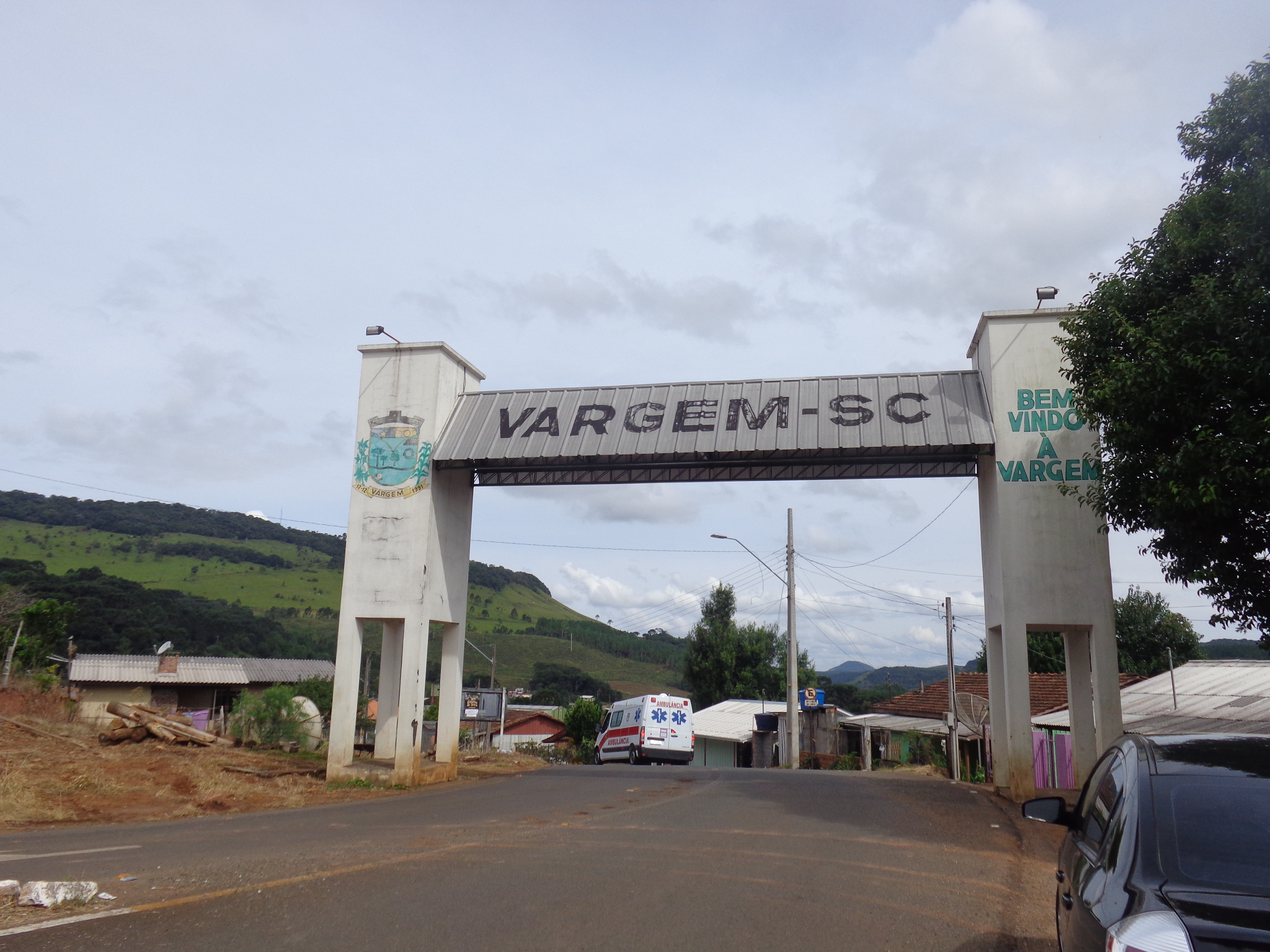
瓦爾任

瓦爾任（葡萄牙語：Vargem），是巴西的城鎮，位於該國南部，由聖卡塔琳娜州負責管轄，始建於1991年12月12日，面積350平方公里，海拔高度768米，2010年人口2,808，人口密度每平方公里8.02人。